# Kleczew
Kleczew este un oraș în Polonia.